# Marita Skammelsrud Lund
Marita Skammelsrud Lund (* 29. Januar 1989 in Ski, Norwegen) ist eine norwegische ehemalige Fußballspielerin, die zuletzt für Lillestrøm SK Kvinner und die A-Nationalmannschaft spielte. Sie ist die Nichte des ehemaligen Fußball-Profis Bent Skammelsrud.

## Werdegang
Lund nahm mit der U-19-Mannschaft an der U-19-Fußball-Europameisterschaft der Frauen 2007 teil, bei der die Mannschaft im Halbfinale an England scheiterte, sich aber für die U-20-Fußball-Weltmeisterschaft der Frauen 2008  qualifizierte. Dort kam sie in allen drei Gruppenspielen zum Einsatz. Nach der Vorrunde musste Norwegen aber die Heimreise antreten. Am 27. Oktober 2007 machte sie mit 18 Jahren ihr erstes A-Länderspiel, als sie in der 90. Minute im Spiel gegen Russland eingewechselt wurde. Sie stand als jüngste Spielerin im norwegischen Kader für die Olympischen Spiele in Peking und wurde im Viertelfinalspiel gegen Brasilien eingesetzt. Bei der Europameisterschaft in Finnland kam sie in den Viertel- und Halbfinalspielen gegen Schweden bzw. Deutschland zum Einsatz. Obwohl sie 2010 nur zweimal und 2011 vor der Kadernominierung noch nicht eingesetzt wurde, stand sie im Kader für die WM 2011 in Deutschland.
Beim Vorrundenaus der norwegischen Mannschaft kam sie in zwei Spielen zum Einsatz. Sie gehörte zum Kader für die EM 2013, kam aber nur im Vorrundenspiel gegen Deutschland zum Einsatz, das mit 1:0 gewonnen wurde.
Lund gehörte auch zum Kader für die WM 2015 und wurde in den vier Spielen der Norwegerinnen eingesetzt, die im Achtelfinale gegen England ausschieden. In der anschließenden Qualifikation für die EM 2017 kam sie in sieben der acht Spiele zum Einsatz. Nur im letzten Spiel wurde sie nicht eingesetzt. Nach der gelungenen Qualifikation kam sie im Oktober 2016 noch im ersten Spiel unter Interimstrainer Leif Gunnar Smerud zum Einsatz. Im letzten Spiel des Jahres, dem letzten unter Smerud konnte sie verletzungsbedingt nicht eingesetzt werden.